# 沃尔德·B·弗里
沃尔德·B·弗里（英語：World B. Free，1953年12月9日—），美国NBA联盟前职业篮球运动员。他在1975年的NBA选秀中第2轮第5顺位被费城76人选中。